# Biserica Sfântul Nicolae din Chilia

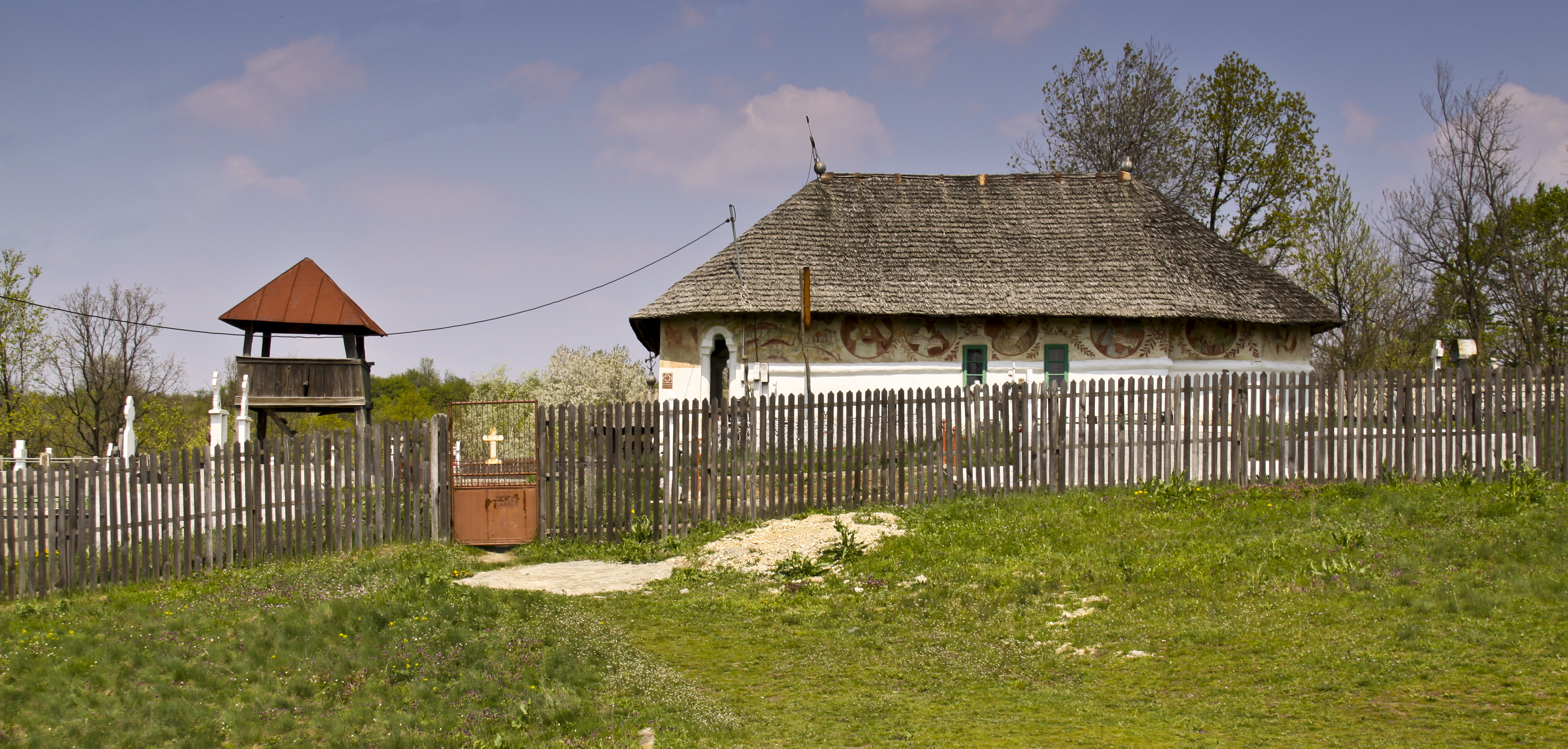
Biserica din Chilia, comuna Făgețelu, județul Olt. Foto: aprilie 2010.

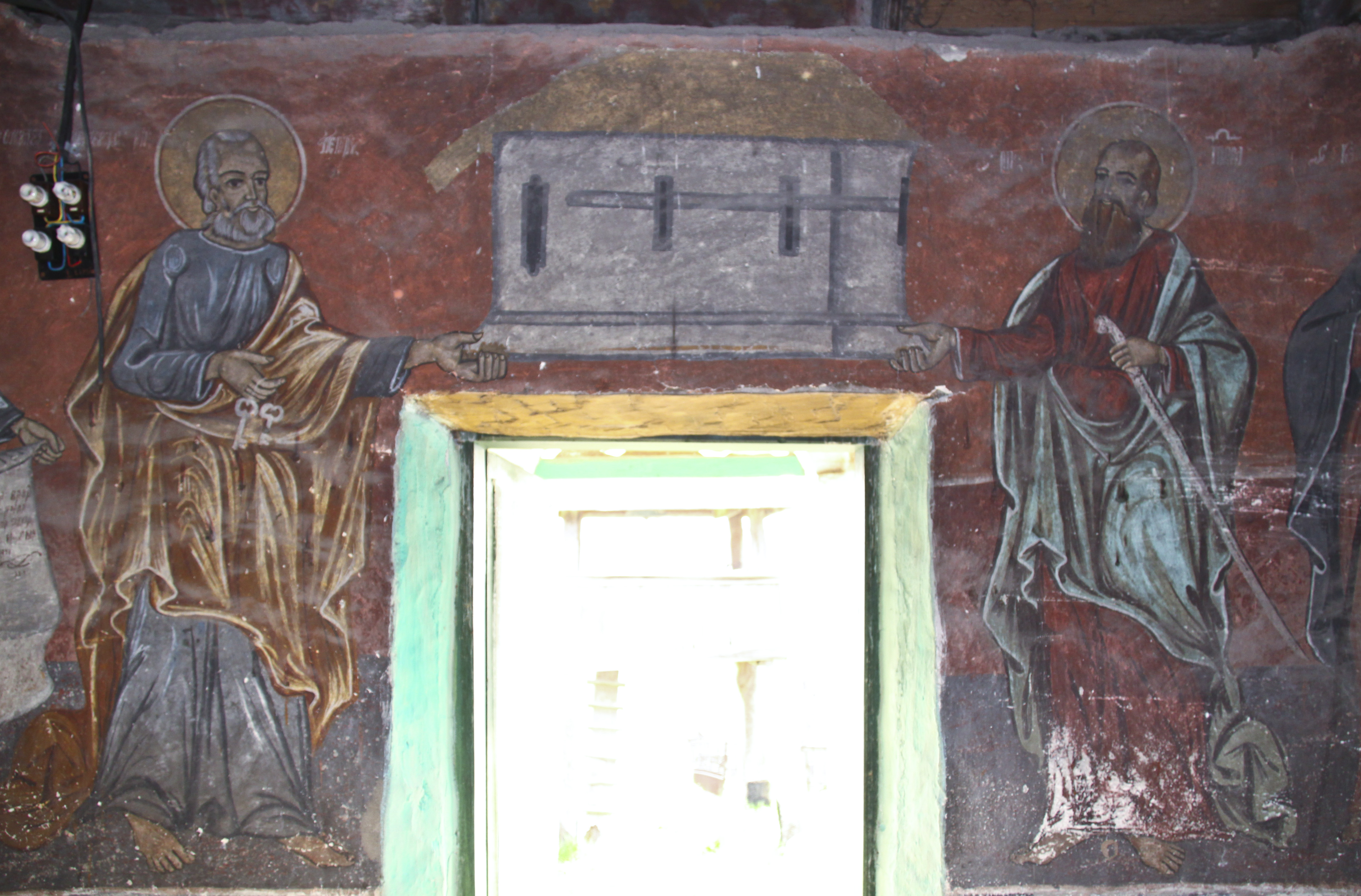
Macheta bisericii, peste intrare, în tindă. Foto: aprilie 2010.

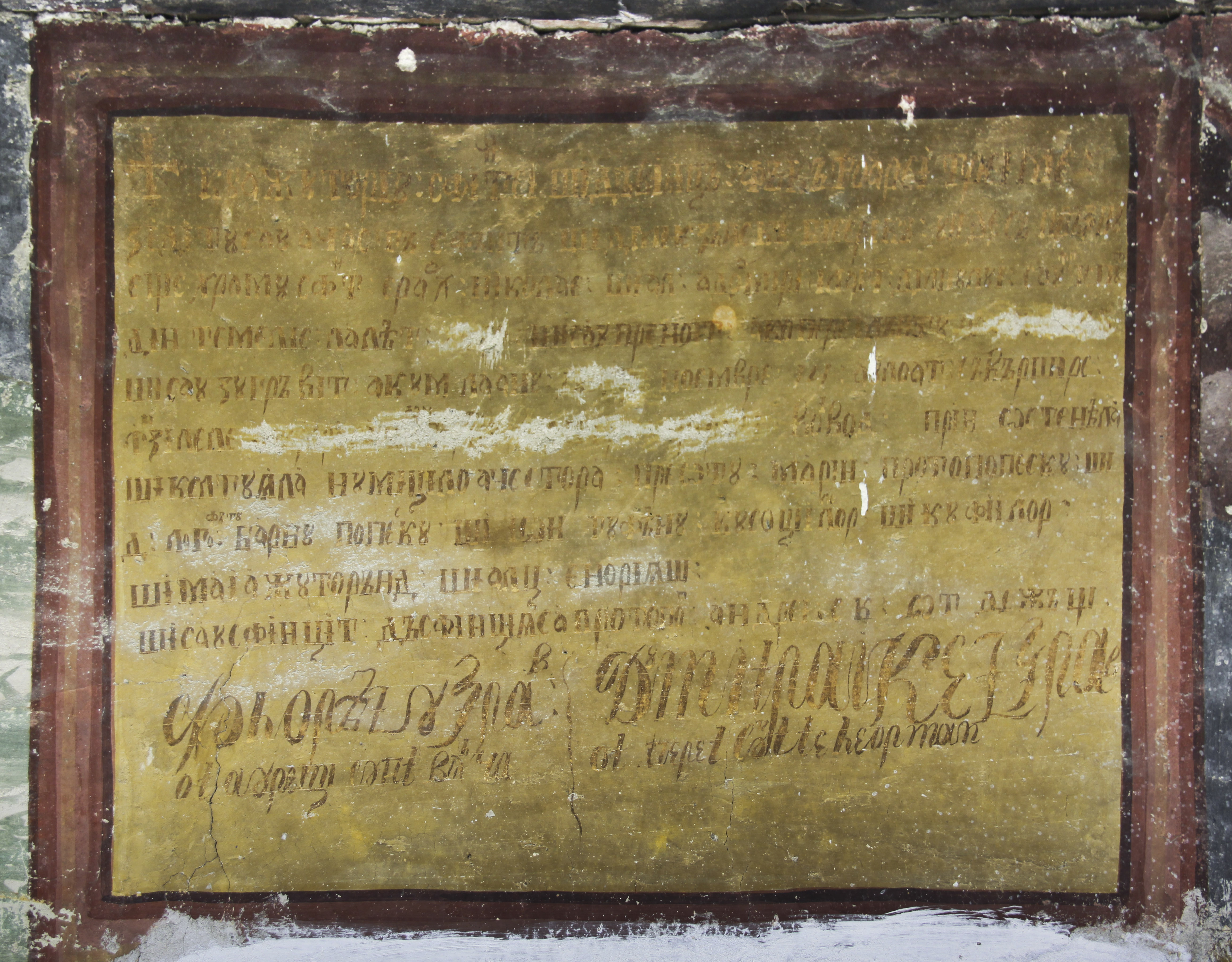
Pisania cu semnăturile zugravilor, de peste intrare, în pridvor. Foto: aprilie 2010.

Biserica Sfântul Nicolae și Adormirea Maicii Domnului din Chilia se află în localitatea omonimă, comuna Făgețelu, județul Olt. Ridicată în anul 1830 în stilul brâncovenesc, este una dintre frumoasele biserici de țară din zona Oltului. Lăcașul din Chilia se distinge prin tehnica mixtă în care a fost construită, din zid și lemn. Păstrează picturi exterioare, cuprinse într-o friză sub streașină, în jurul bisericii, și în pridvor, la intrare. În interior se păstrează parțial ansamblul pictat. Biserica se află pe noua listă a monumentelor istorice LMI 2004:  OT-II-m-B-08817. 

## Istoric
Faptele ridicării bisericii sunt redate de pisania scrisă peste intrare. Textul ei, în limba română cu litere chirilice reține următoarele: „Cu ajutoriu sfintei și dă viață făcătoarei Treime ziditus-au această sfăntă și d[u]mnezăiască biserică unde să prăznuește hramu sf[â]nt[ului] erarh Nicolae și al Adormiri[i] Maici[i] D[o]mnului, sau început din temelie la leat ... și sau prenoit acoperemăntu ... și s-au zugrăvit acum la anu 18.. noemvr[i]e 14, au loat săvărșire în zilele ... voivod, prin osteneala și cheltuiala numiților acestora: preotu Marin Protopopescu, și d[umnealui] logofătu Barbu Popescu și Ion Gufeanu, cu soțiile lor, și cu fii lor, și mai ajutorănd și alți enoriași, și s-au sfințit dă sfințiia sa protopop Andrei S.C. ot Dejăști. Florea zugrav ot Aurești supt Vălcea, Dumitrache z[u]grav ot Peret supt Teleorman”. Pisania are câteva fragmente șterse intenționat, îndeosebi cele în care erau notați anii. Numele domnitorului, cu ajutorul căruia se putea de asemenea data în timp construcția, este la rândul lui șters. Din lucrări mai vechi reținem totuși că biserica a fost ridicată în anul 1830 și înoită la anul 1845. Referințele la schimbarea acoperișului de la 1845 pot surprinde o schimbare în acoperirea interioară și exterioară, probabil ca urmare a cutremurului de la 1838, care a afectat numeroase biserici din zonă.

## Trăsături
Constructiv, biserica prezintă o structură mixtă, de zidărie și lemn. Lemnul este aparent în structura acoperișului, la bolțile interioare și la cadrele ferestrelor. În pridvor se poate vedea o cunună de lemn cu goluri de la patru stâlpi de lemn, ce au făcut parte din structura originală a bisericii. Structura pereților este neclară. Pereții sunt fie ridicați din lemn, zidiți pe interior și acoperiți cu mortar pe exterior, fie ridicați în întregime din cărămidă cu ferestre de lemn înglobate în zidărie. Acoperișul de lemn este bine păstrat din secolul 19 și prezintă diagonale caracteristice acoperișurilor grele de paie sau stuf.
Înaintea bisericii stă o clopotniță de lemn pe patru stâlpi cu foișor.

## Imagini exterioare

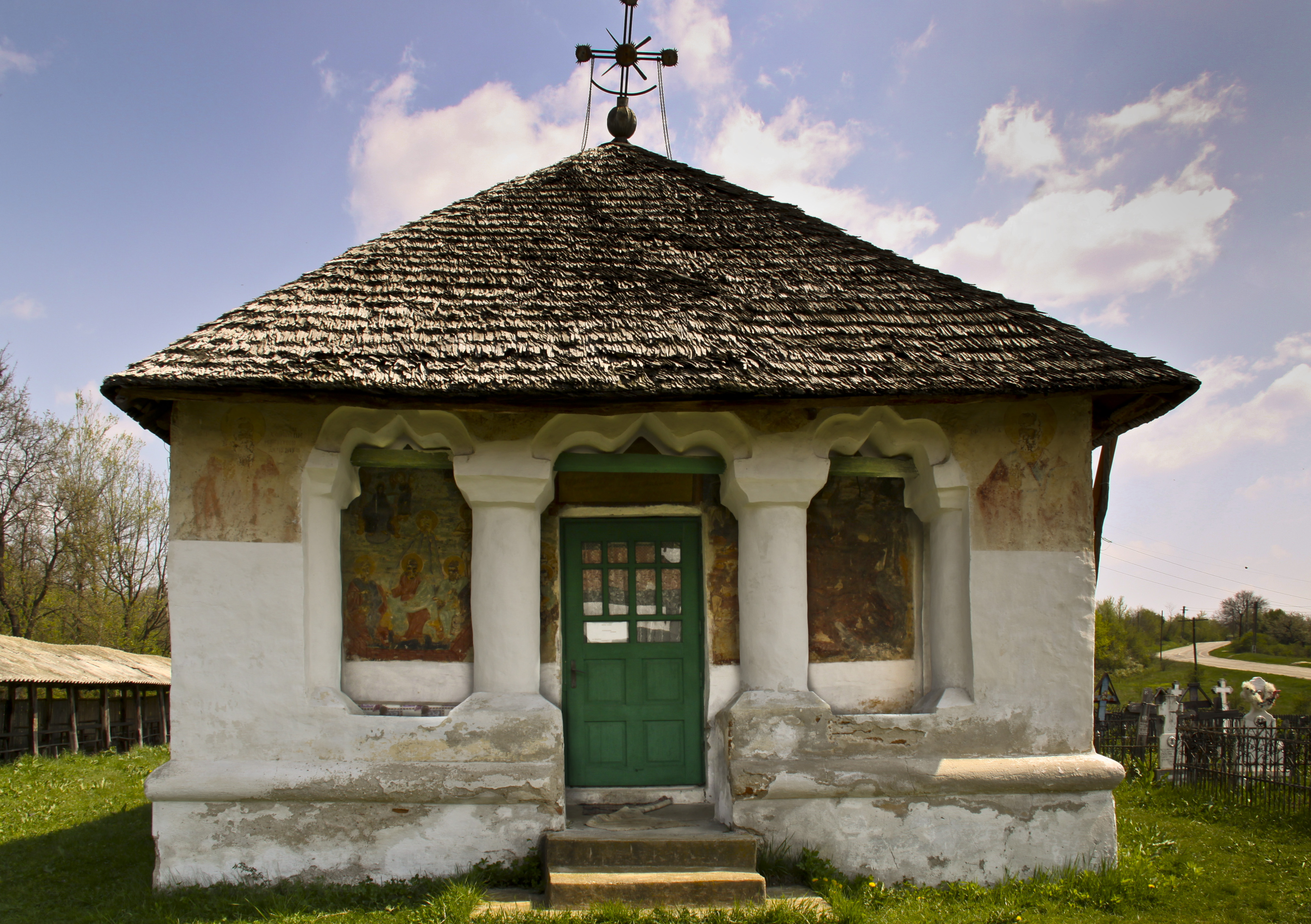
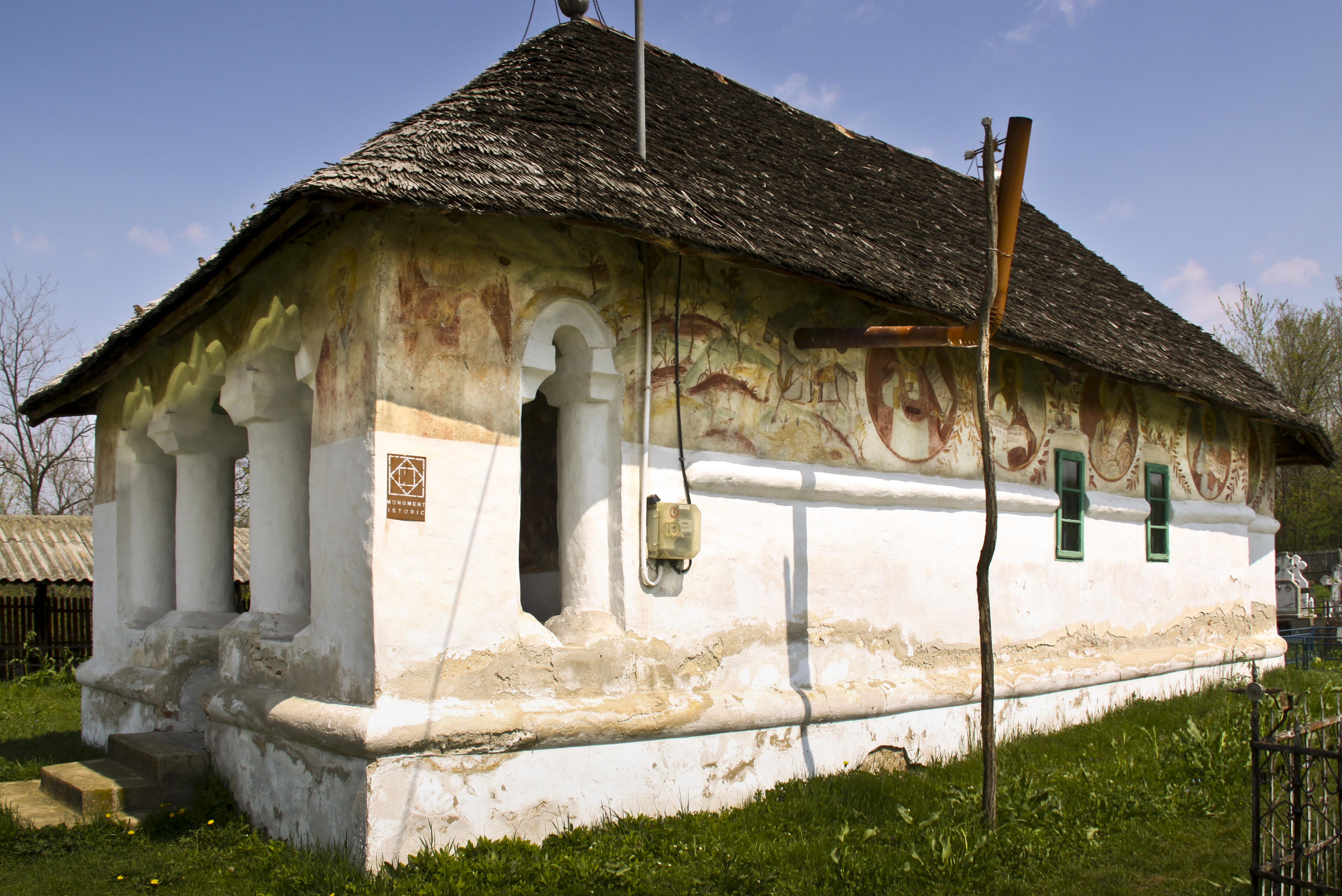
sud-vest
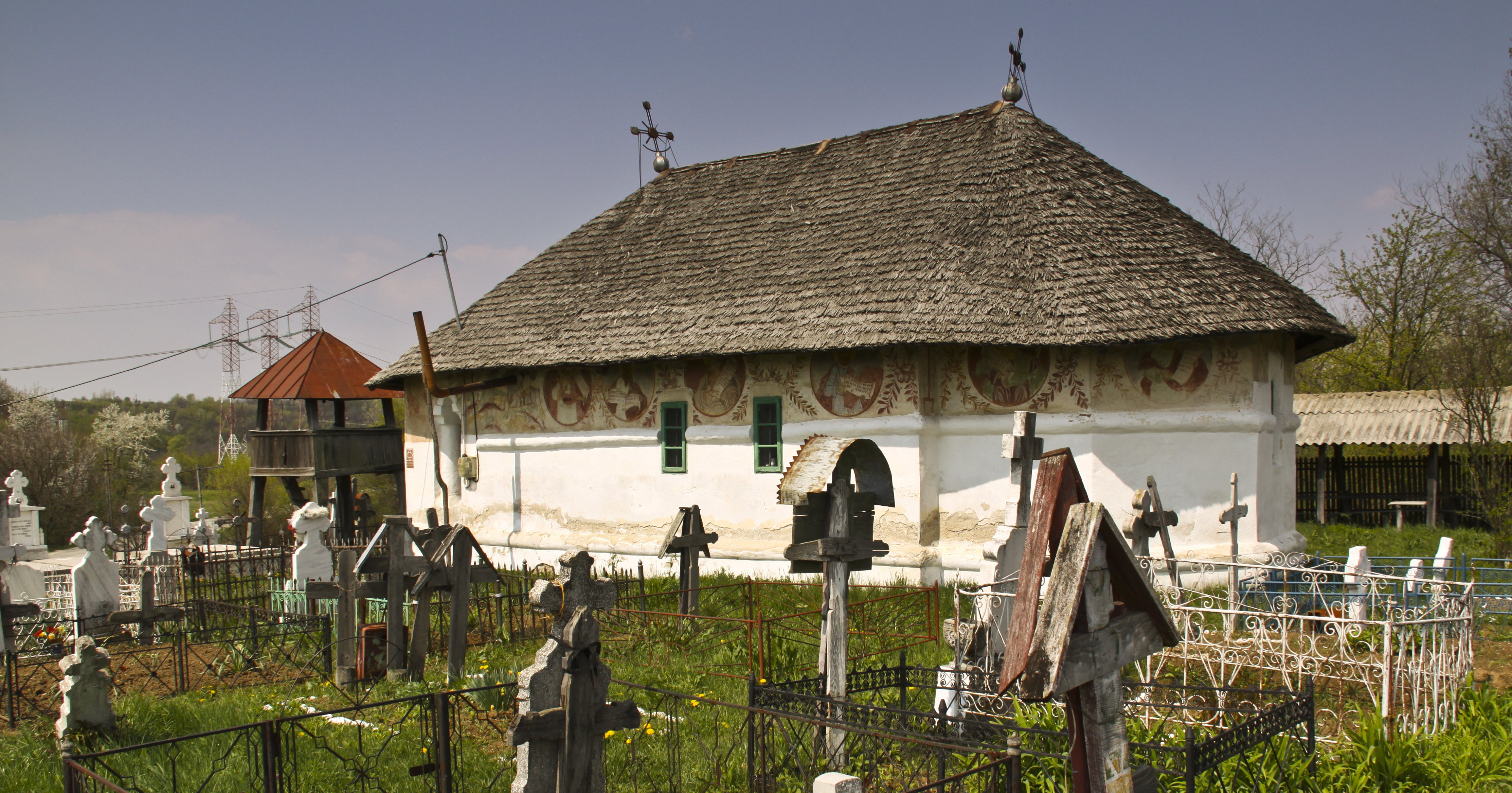
sud-est
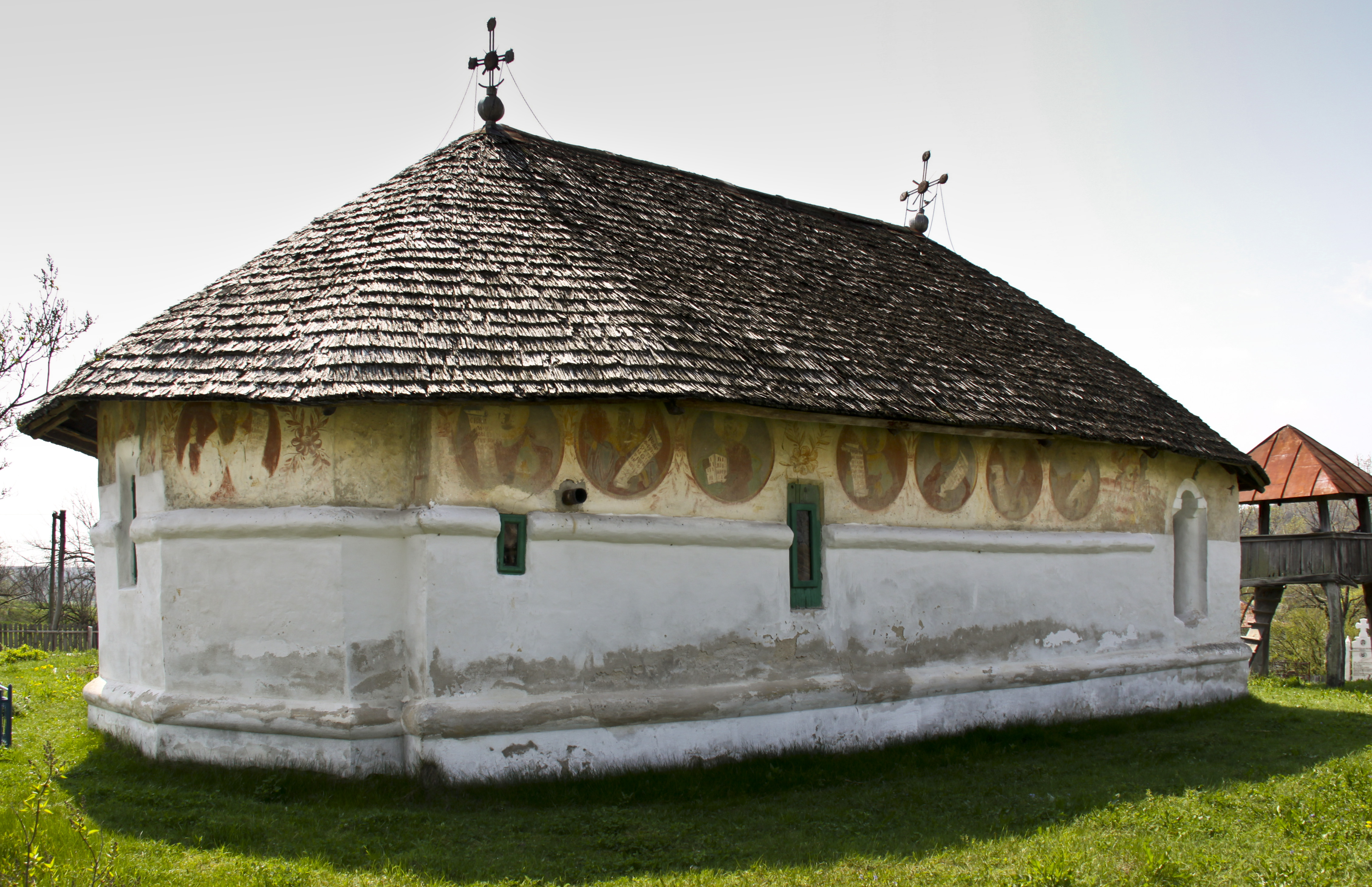
nord-est
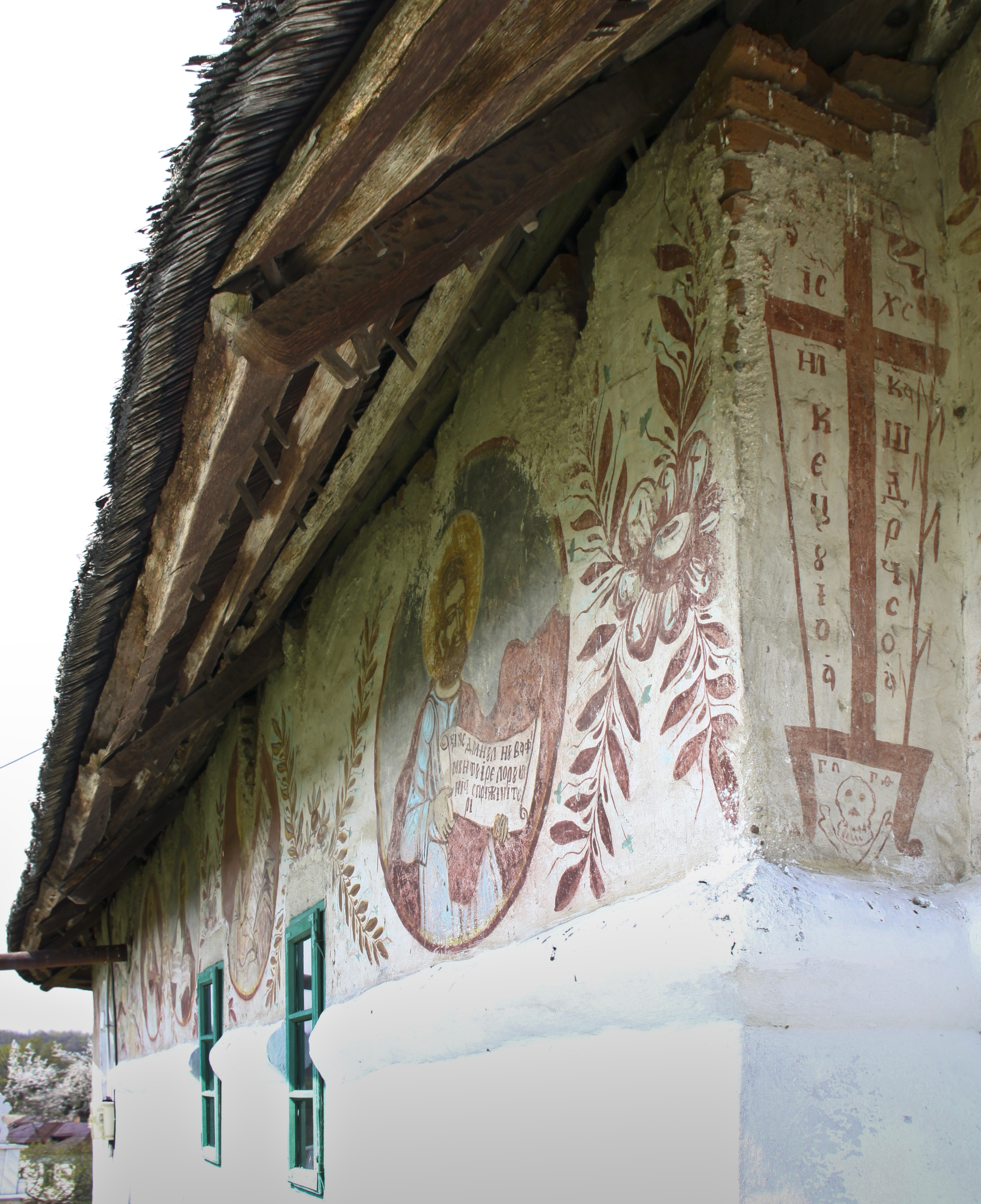
pictura sub streaşină
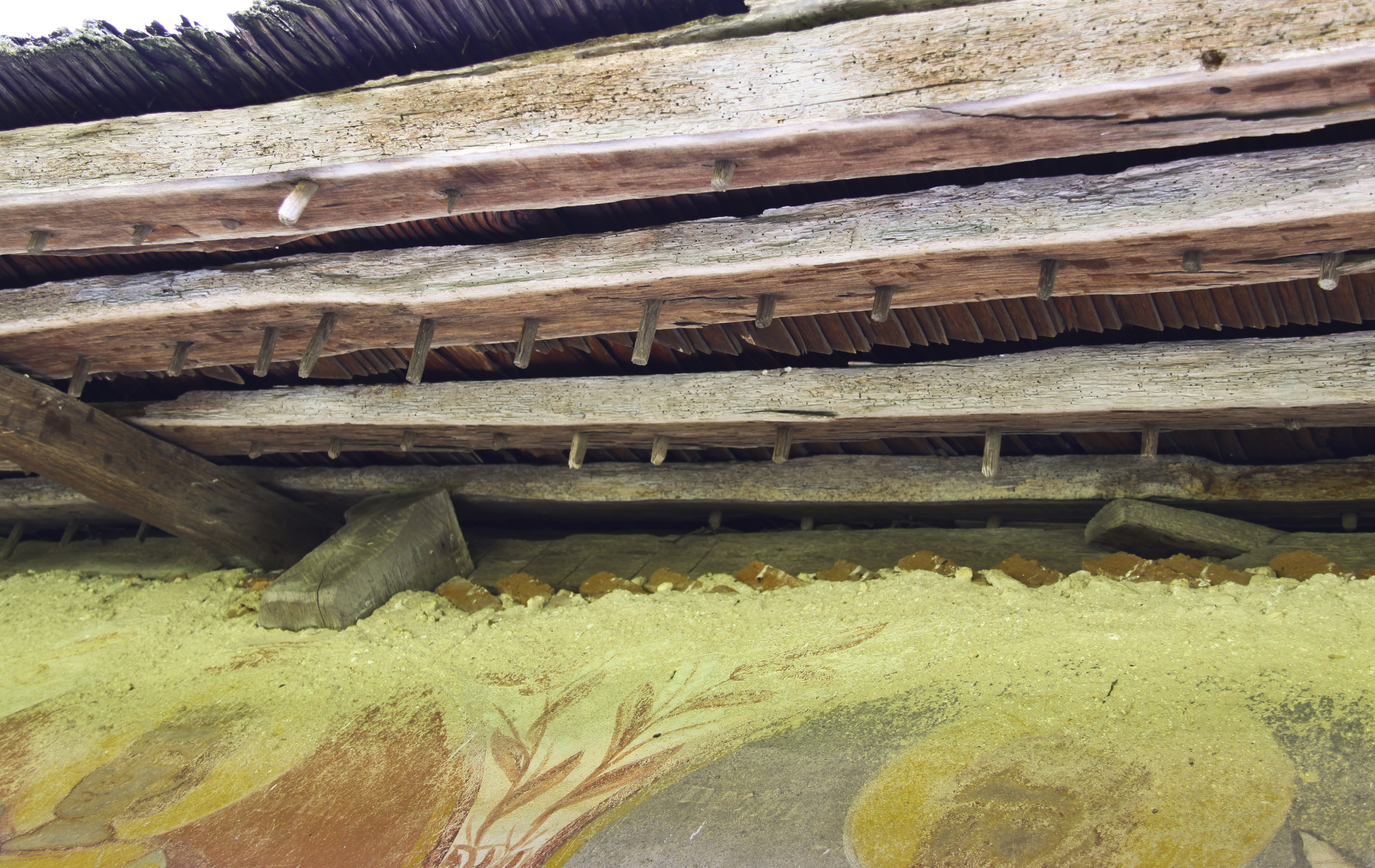
sub streaşină
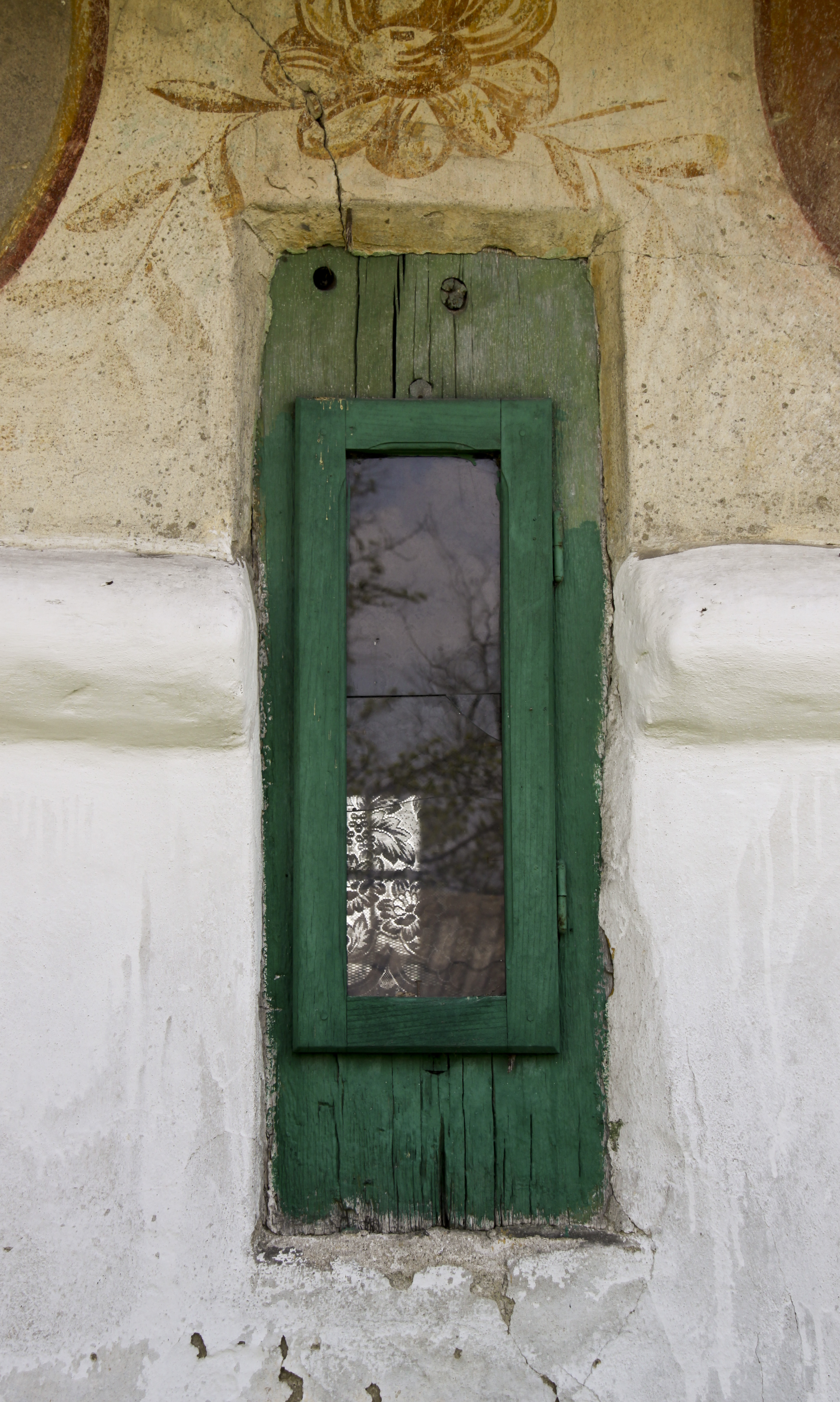
fereastră
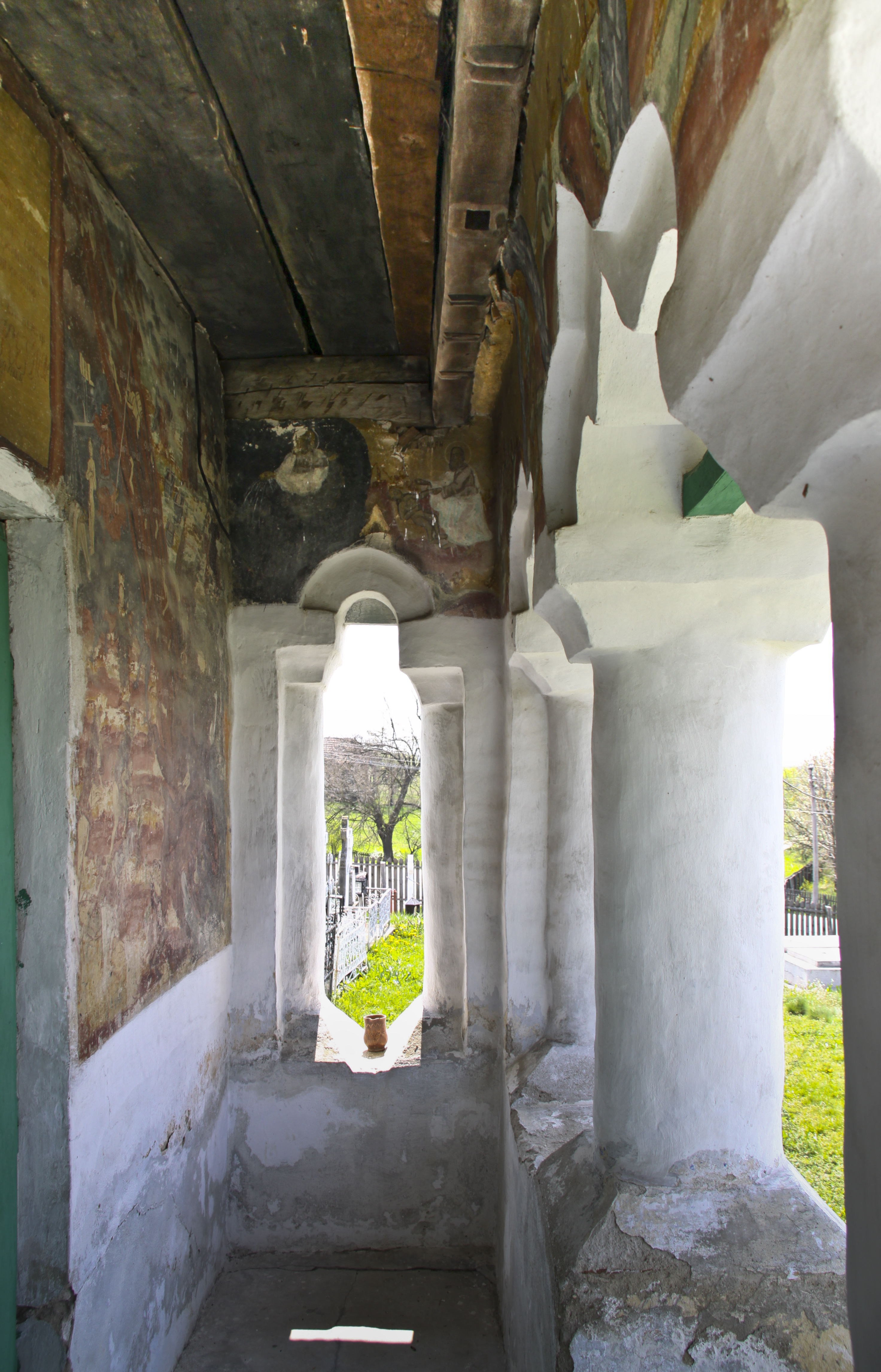
în pridvor, sud

## Imagini interioare

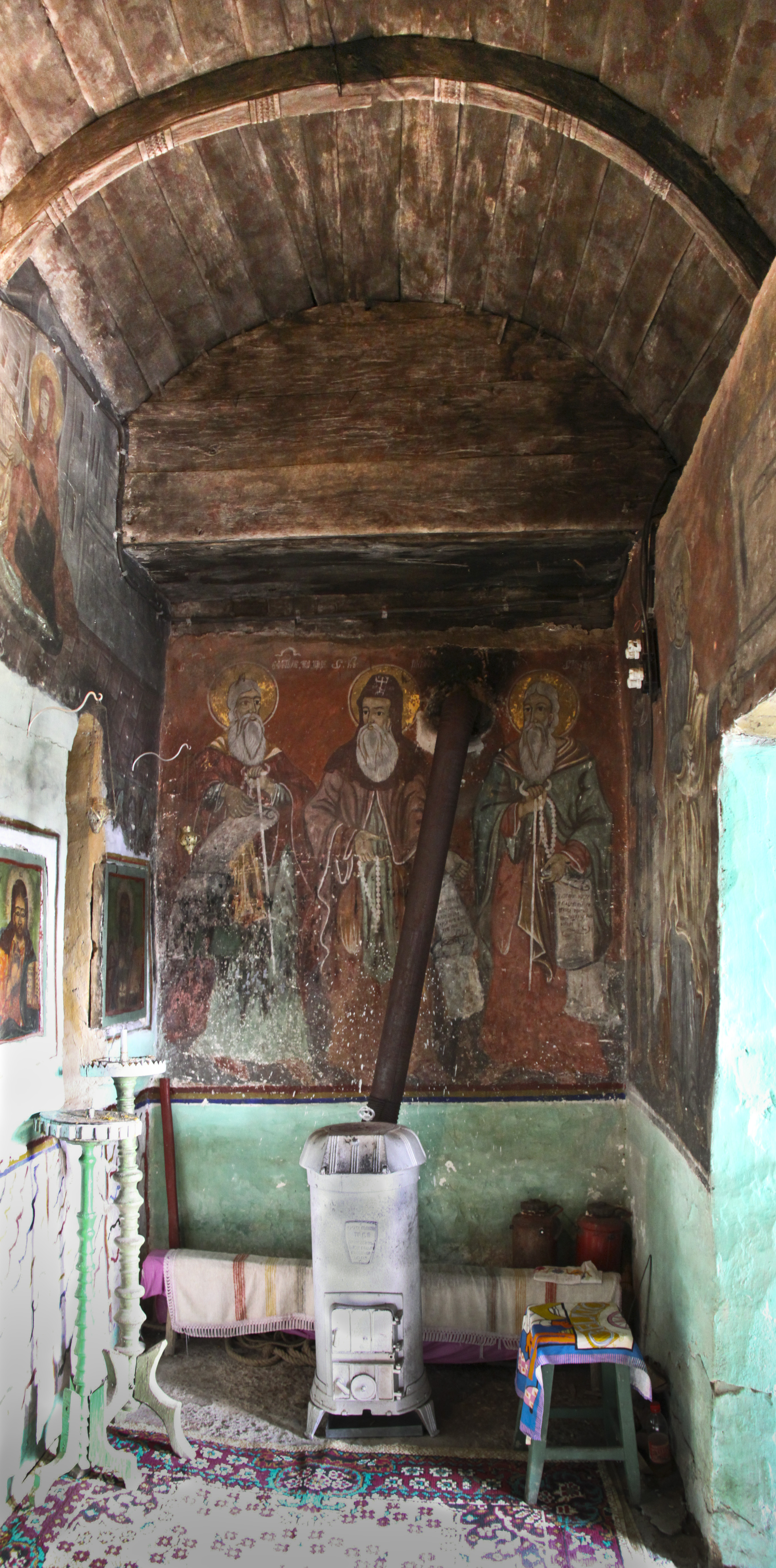
în tindă, sud
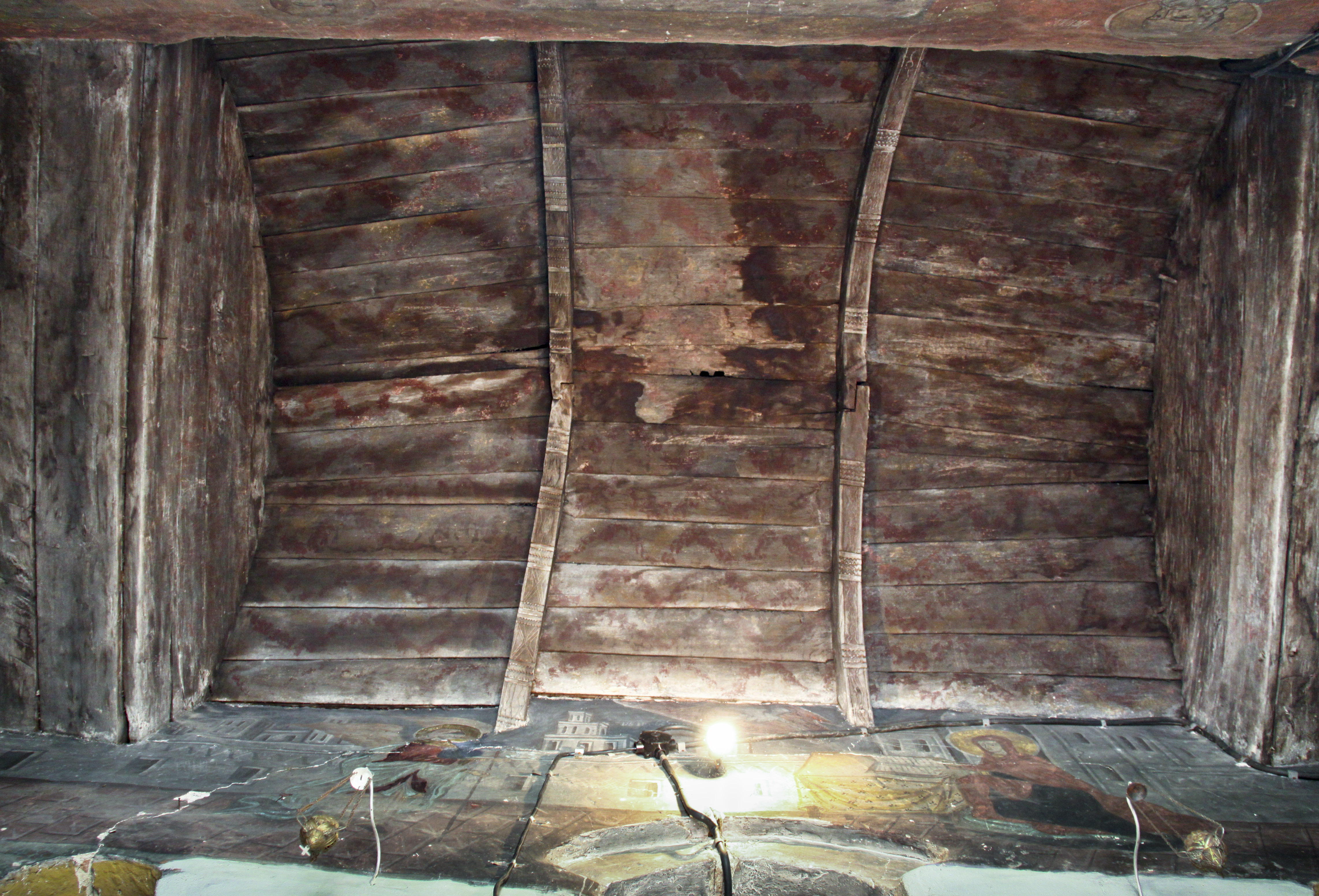
bolta tindei
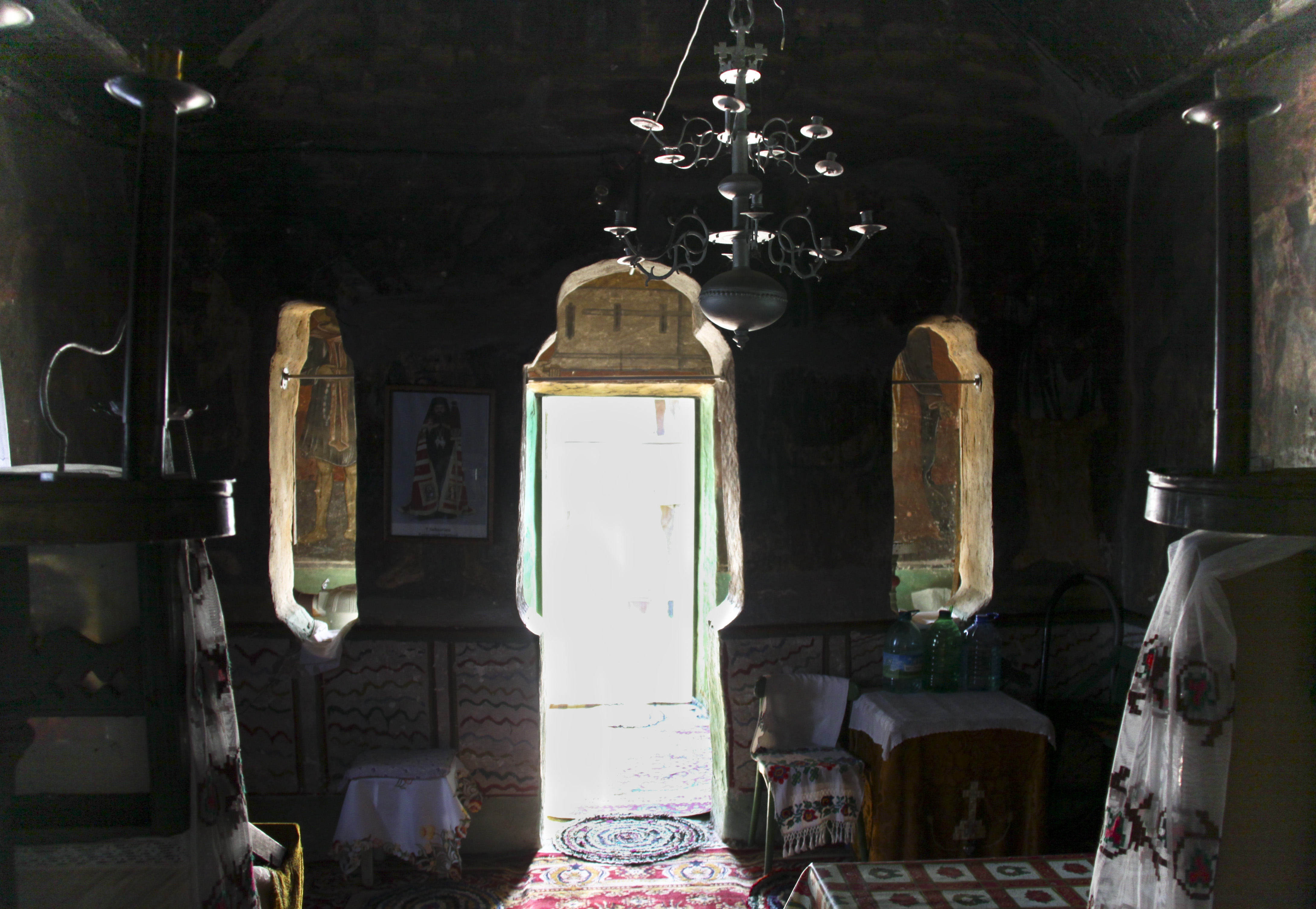
intrarea în naos
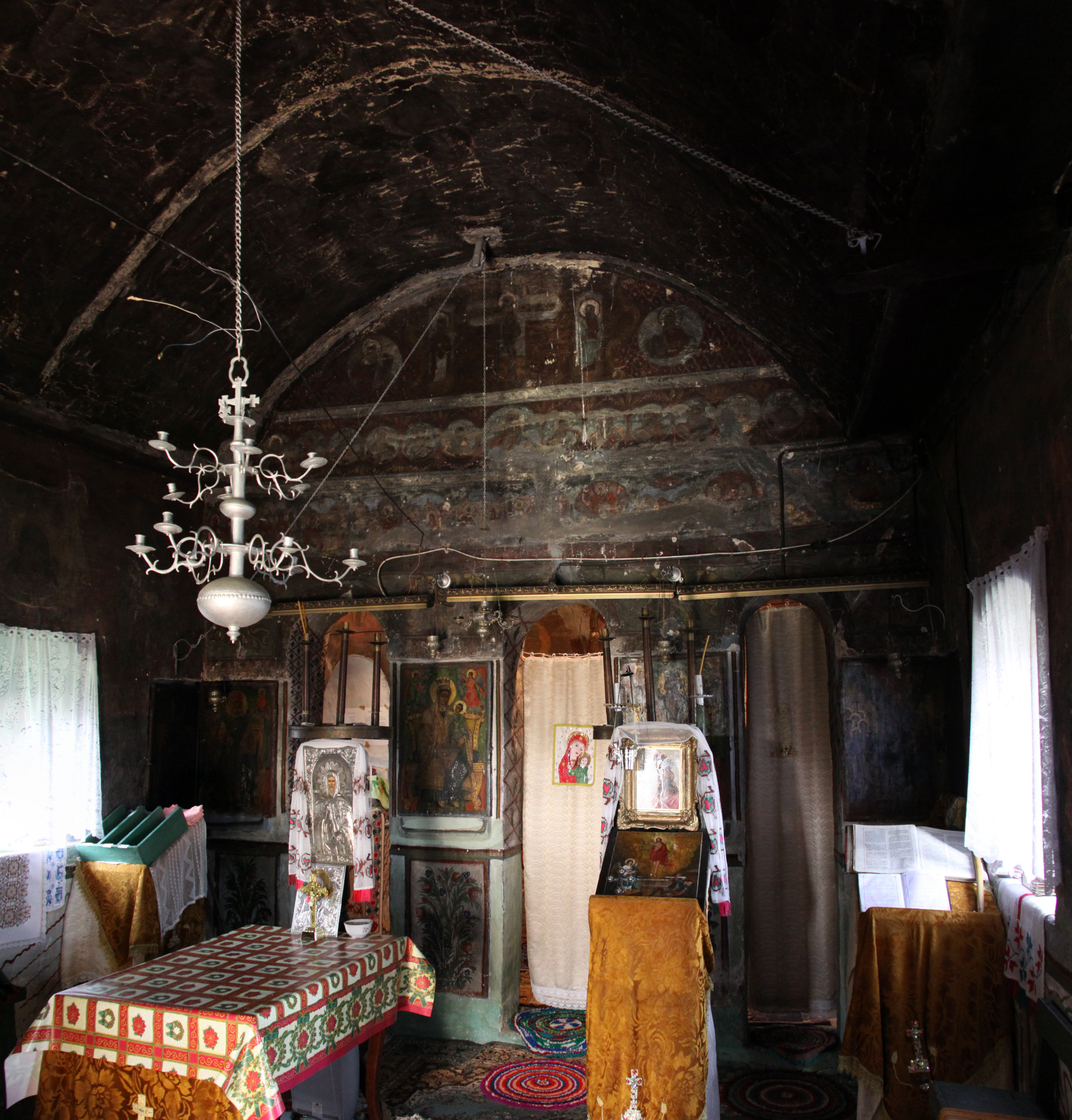
naos, iconostas
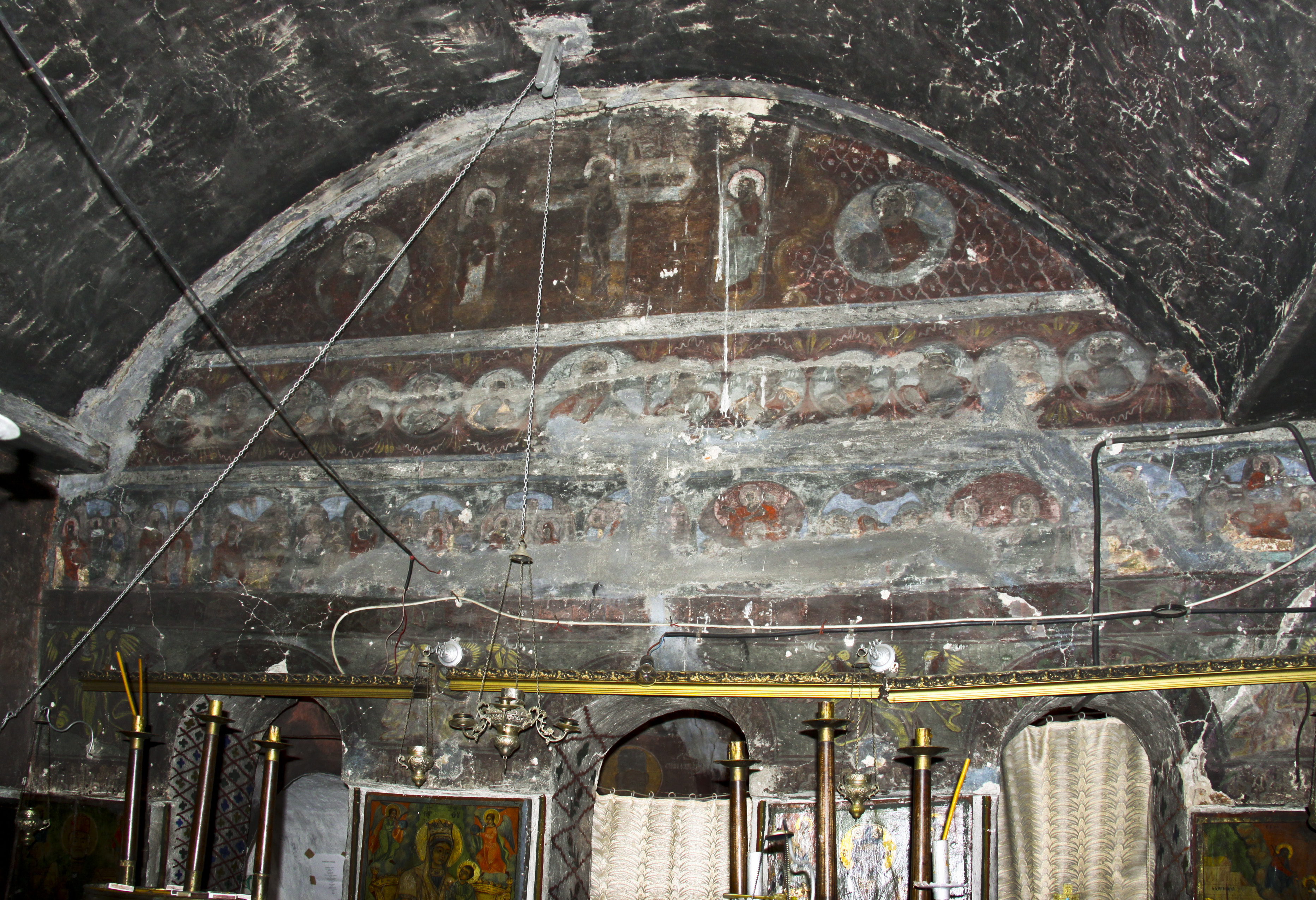
naos, tâmpla
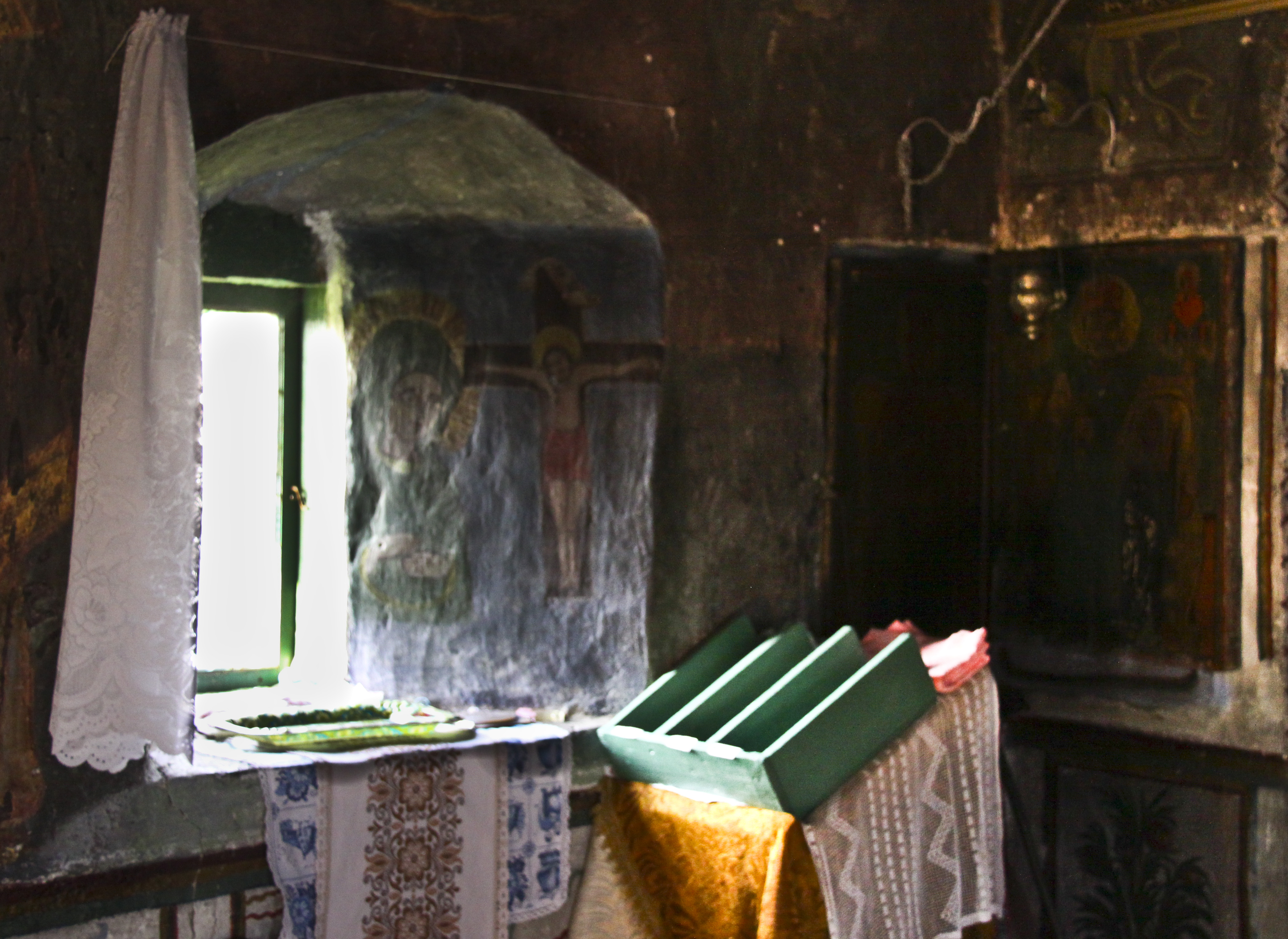
fereastră în naos
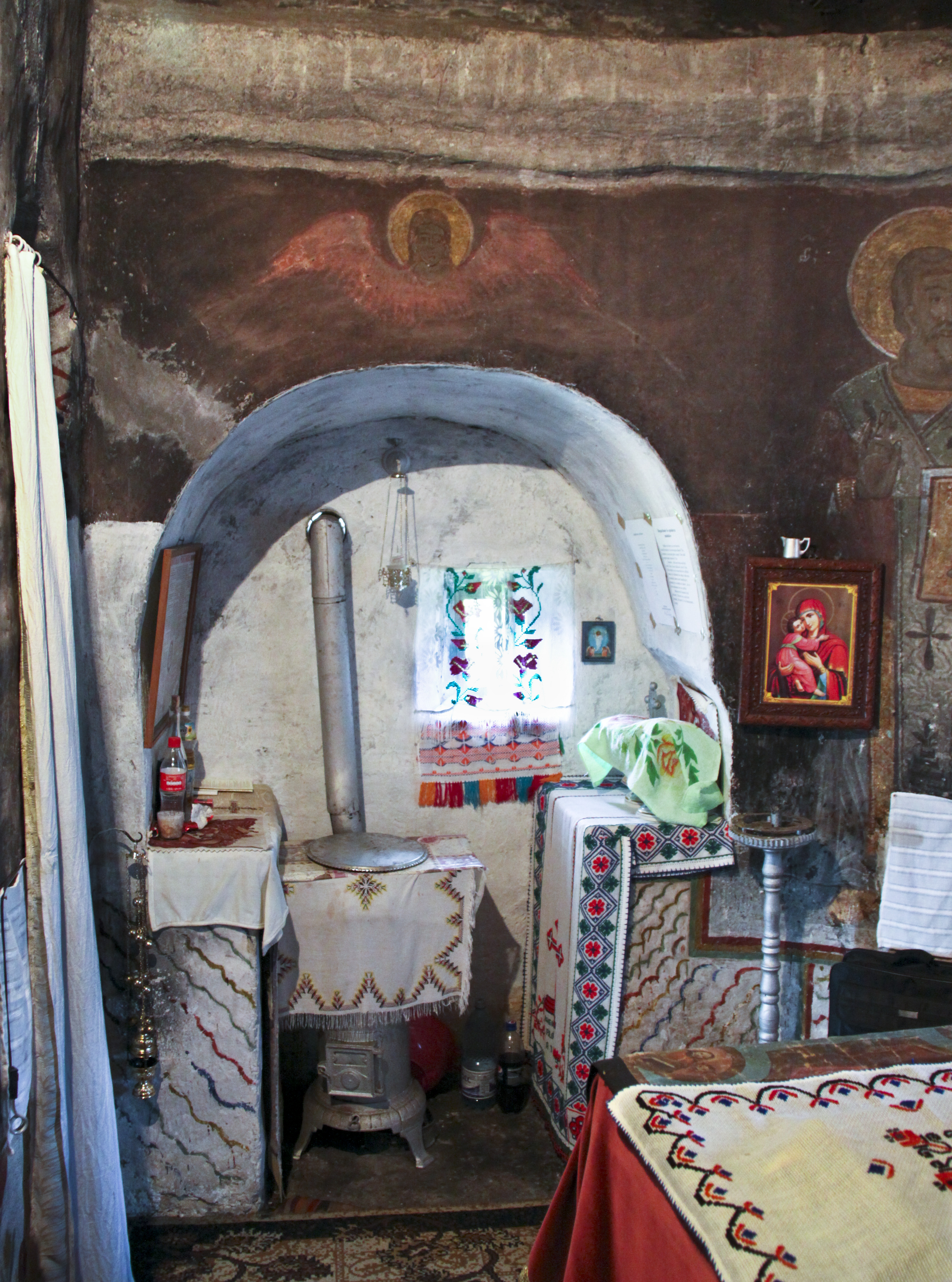
altar, proscomidie